# Percnia formosana
Percnia formosana är en fjärilsart som beskrevs av Matsumura 1910. Percnia formosana ingår i släktet Percnia och familjen mätare. Inga underarter finns listade i Catalogue of Life.